# Hârseni
Hârseni è un comune della Romania di 2 215 abitanti, ubicato nel distretto di Brașov, nella regione storica della Transilvania.
Il comune è formato dall'unione di 5 villaggi: Hârseni, Măliniș, Sebeș che si sviluppano lungo la strada provinciale 104B sul corso del fiume Sebes. Copăcel sorge a est sul torrente Copaceoasa, mentre Mărgineni si trova ad ovest sulla provinciale 104A.

## Storia
Mărgineni è ricordato per la prima volta in un atto del voivoda Vlad II Dracul del 18 luglio 1437 con il quale il sovrano lo concede in feudo, i privilegi feudali continueranno anche negli anni del Principato di Transilvania (1570-1711). 
Margeneni è la patria di David Urs, noto anche come David Urs de Margina o de Marginea, (nato il 1 aprile 1816 e morto il 10 settembre 1897, a Sibiu) che era un alto ufficiale dell'esercito imperiale austriaco. A lui è dedicata una lapide commemorativa posta nel 1920 sotto il portico della chiesa di San Nicola.
Tutti i cinque villaggi del comune attuale e le relative chiese sono ricordati nel censimento del 1733.

## Monumenti e luoghi d'interesse
Attualmente sono conservate ad Hârseni, sede comunale, le chiese di San Giorgio e di San Nicola; a Mărgineni la chiesa di San Nicola (costruita nel 1791, nella foto); a Sebeș la chiesa di San Nicola, con affreschi di stile bizantino.
A Copăcel, infine, si possono ammirare le chiese della SS Trinità e la chiesa Buna Vestire, risalente al 1726, è una costruzione esempio dell'architettura brancoveana. Ha una pianta rettangolare, un campanile (aggiunto nel 1797), cornici decorative e affreschi.